# Fanlac
Fanlac é uma comuna francesa na região administrativa da Nova Aquitânia, no departamento Dordonha. Possui uma área de 14,37 km² e 142 habitantes (censo de 1999), perfazendo uma densidade demográfica de 9 hab/km².